# Бенжамин Аструг
Бенжамин Аструг – Бенжо (на чешки: Benjamin Astrug) е български и чехословашки футболист и филмов деец от еврейски произход.
Играе на поста ляв инсайд. Има 1 мач за националния отбор по футбол на България.

## Кариера на футболист

### В България
Започва кариерата си в „Сокол“ (София). През 1932 г. започва да играе в „АС-23“ (София), като е включен в мъжкия тим още на 16-годишна възраст. По онова време футболът не е професионален и Аструг работи в книжния склад на братя Леви. През есента на 1938 г. записва единствения си мач за националния отбор на България – при загубата от Германия с 1:3. След този мач обаче е освободен от АС-23, защото включването на евреин в състава се е сметнало за провокация срещу нацисткия режим в Германия.
По време на Втората световна война прекратява спортната си кариера, тъй като е изселен в Трявна, където работи в текстилната фабрика до 1944 г. След края на войната играе в „Бенковски“ (София) и „Чавдар“ (София). За Чавдар има 5 мача и 1 гол в Първа софийска дивизия и 5 мача в турнира за Купата на Червената армия. 

### В Чехословакия
През 1947 г. заминава да учи в Прага, Чехословакия, където играе 2 сезона за СК Кладно заедно с българските футболисти Стефан Божков и Борислав Футеков.

## След спорта
След като завършва електроинженерство, спира с футбола.
От 1956 г. до края на 1980-те години работи като специалист по звукозапис в телевизията в Прага и получава чехословашко гражданство. Той е тонрежисьор на понече от 30 филма и сериала някои с асистент от Иво Шпал и Франтишек Черни. Някои от детските филми, на които Аструг е звукорежисьор, са излъчвани в България във вечерното детско предаване „Лека нощ, деца“ на БНТ.
Умира на 1 януари 2006 г.

## Ваншни препратки
- Бенжамин Аструг в Internet Movie Database
- Бенжамен Аструг (Бенжо): Германците разбраха, че съм евреин Архив на оригинала от 2023-06-27 в Wayback Machine.